# Liste von paläontologischen Bodendenkmälern in Westfalen-Lippe
Die Liste von paläontologischen Bodendenkmälern in Westfalen-Lippe nennt eingetragene paläontologische Bodendenkmäler in Westfalen-Lippe. Zu ihnen zählen Aufschlüsse wie etwa Steinbrüche und Straßeneinschnitte sowie einige Höhlen. Mit Stand 2018 wurden 46 Lokalitäten als ortsfeste paläontologische Bodendenkmäler und ein Fossil als bewegliches Bodendenkmal vom Landschaftsverband Westfalen-Lippe eingetragen.

## Liste
| Bezeichnung                                     | Ort                       | Kreis, Kreisfreie Stadt | Beschreibung                            | Bild |
| ----------------------------------------------- | ------------------------- | ----------------------- | --------------------------------------- | ---- |
| Ehemaliger Steinbruch Hollekamp                 | Wüllen, Ahaus             | Kreis Borken            | Kreide (Cenomanium bis Turonium)        |      |
| Ehemaliger Steinbruch Weiner Esch               | Ochtrup                   | Kreis Steinfurt         | Kreide (Oberkreide)                     |      |
| Ehemalige Mergelkuhle                           | Laer                      | Kreis Steinfurt         |                                         |      |
| Schieferkuhle                                   | Gronau                    | Kreis Borken            |                                         |      |
| Steinkuhle                                      | Legden                    | Kreis Borken            |                                         |      |
| A2/Herner Straße                                | Herten                    | Kreis Recklinghausen    |                                         |      |
| Stimberg                                        | Oer-Erkenschwick          | Kreis Recklinghausen    |                                         |      |
| Aufgelassener Steinbruch Schwienheer            | Uffeln, Ibbenbüren        | Kreis Steinfurt         | Perm (Lopingium)                        |      |
| Aufgelassener Steinbruch Wicking 2              | Lengerich                 | Kreis Steinfurt         | Kreide (Turonium)                       |      |
| Ehemaliger Steinbruch „Am Knullbusch“           | Halen, Lotte              | Kreis Steinfurt         |                                         |      |
| Ehemaliger Steinbruch nördlich von Brochterbeck | Brochterbeck, Tecklenburg | Kreis Steinfurt         |                                         |      |
| Aufgelassener Steinbruch am Waldhügel           | Rheine                    | Kreis Steinfurt         |                                         |      |
| Ostwestfalendamm                                | Bielefeld                 | Bielefeld               |                                         |      |
| Reptilfährten in Borgholzhausen                 | Borgholzhausen            | Kreis Gütersloh         | Trias (Muschelkalk)                     |      |
| Steinbruch Dieckmann                            | Halle                     | Kreis Gütersloh         |                                         |      |
| Aufgelassener Steinbruch Gödeker                | Halle                     | Kreis Gütersloh         |                                         |      |
| Doberg                                          | Bünde                     | Kreis Herford           | Paläogen (Oligozän)                     |      |
| Steinbruch-Relikte bei Siebenstern              | Bad Driburg               | Kreis Höxter            |                                         |      |
| Ehemalige Tongrube bei Wistinghausen            | Oerlinghausen             | Kreis Lippe             |                                         |      |
| Aufgelassener Steinbruch Blauer See             | Neesen, Porta Westfalica  | Kreis Minden-Lübbecke   | Jura                                    |      |
| Aufgelassener Steinbruch Lutternsche Egge       | Haddenhausen, Minden      | Kreis Minden-Lübbecke   | Jura                                    |      |
| Aufgelassener Steinbruch Lübberberg             | Oberlübbe, Hille          | Kreis Minden-Lübbecke   | Jura (Dogger bis Malm)                  |      |
| Ehemaliger Steinbruch Schwarze                  | Lübbecke                  | Kreis Minden-Lübbecke   | Jura                                    |      |
| Aufgelassener Steinbruch Linkenberg             | Preußisch Oldendorf       | Kreis Minden-Lübbecke   | Jura (Oberer Dogger bis Mittlerer Malm) |      |
| Ehemaliger Ziegeleisteinbruch                   | Vorhalle, Hagen           | Hagen                   | Karbon (Bashkirium)                     |      |
| Aufgelassener Steinbruch Klosterbusch           | Querenburg, Bochum        | Bochum                  | Karbon                                  |      |
| Aufgelassener Steinbruch Dünkelberg             | Witten                    | Ennepe-Ruhr-Kreis       | Karbon                                  |      |
| Aufschluss von Flöz Finefrau                    | Witten                    | Ennepe-Ruhr-Kreis       | Karbon                                  |      |
| Aufschluss von Flöz Mausegatt                   | Witten                    | Ennepe-Ruhr-Kreis       | Karbon                                  |      |
| Aufschluss von Flöz Neuflöz und Dreckbank       | Witten                    | Ennepe-Ruhr-Kreis       | Karbon                                  |      |
| Aufgelassener Steinbruch Gasenberg              | Schüren, Dortmund         | Dortmund                | Karbon (Pennsylvanium)                  |      |
| Aufgelassener Steinbruch Henke                  | Nehden, Brilon            | Hochsauerlandkreis      | Kreide                                  |      |
| Geländeeinschnitt in Nehden                     | Nehden, Brilon            | Hochsauerlandkreis      |                                         |      |
| Wilzenberg                                      | Schmallenberg             | Hochsauerlandkreis      |                                         |      |
| Aufgelassener kleiner Steinbruch                | Hövel, Sundern            | Hochsauerlandkreis      |                                         |      |
| Ehemaliger Steinbruch „Auf dem Sonneborn“       | Winterberg                | Hochsauerlandkreis      |                                         |      |
| Steilkante                                      | Züschen, Winterberg       | Hochsauerlandkreis      |                                         |      |
| Dechenhöhle                                     | Untergrüne, Iserlohn      | Märkischer Kreis        |                                         |      |
| Nashornschädel in der Dechenhöhle               | Untergrüne, Iserlohn      | Märkischer Kreis        |                                         |      |
| Heinrichshöhle                                  | Sundwig, Hemer            | Märkischer Kreis        |                                         |      |
| Ehemalige Ziegeleigrube Loos                    | Plettenberg               | Märkischer Kreis        |                                         |      |
| Böschung am ehemaligen Bahnhof Hüinghausen      | Herscheid                 | Märkischer Kreis        |                                         |      |
| Aufgelassener Steinbruch Immelscheid            | Kierspe                   | Märkischer Kreis        |                                         |      |
| Liethöhle                                       | Warstein                  | Kreis Soest             |                                         |      |
| Straßenanschnitt Lennhelle                      | Meggen, Lennestadt        | Kreis Olpe              | Devon (Emsium)                          |      |
| Steilkante bei Gut Alpe                         | Benninghausen, Lippstadt  | Kreis Soest             | Quartär (Pleistozän)                    |      |
| Aufgelassene Mergelgrube                        | Allagen, Warstein         | Kreis Soest             | Kreide (Cenomanium bis Turonium)        |      |